# Sascha Köpke
Sascha Köpke (* 1966 in Kiel) ist ein deutscher Pflegewissenschaftler und Professor für klinische Pflegewissenschaft am Institut für Pflegewissenschaft der Medizinischen Fakultät der Universität zu Köln.

## Beruflicher Werdegang
Von 1990 bis 1993 absolvierte Sascha Köpke seine Ausbildung zum examinierten Krankenpfleger am Universitätsklinikum Hamburg-Eppendorf (UKE). Zwischen 1993 und 2003 arbeitete er als Krankenpfleger auf einer neurologischen Intensivstation im UKE und einer chirurgischen Intensivstation im Southern General Hospital in Glasgow.
Ab 1995 studierte er Gesundheitswissenschaften, Anglistik und Pädagogik an der Universität Hamburg. Nach dem ersten Staatsexamen begann er 2004 die Arbeit als wissenschaftlicher Mitarbeiter, ebenfalls an der Universität Hamburg, am Institut für Gesundheitswissenschaften unter der Leitung von Ingrid Mühlhauser. Hier schloss er 2007 seine Promotion (Dr. phil.) zum Thema „Evidenz-basierte Patienteninformation und partizipative Entscheidungsfindung bei Multipler Sklerose“ ab. Im Zeitraum von 2006 bis 2008 arbeitete er parallel als „Rehabilitation Fellow“ am Institute for Neuroimmunology and Clinical MS Research am UKE.
2011 folgte er dem Ruf auf eine W2-Professur für Forschung und Lehre in der Pflege am Institut für Sozialmedizin und Epidemiologie der Universität zu Lübeck. Hier leitete er bis Ende 2019 die Sektion für Forschung und Lehre in der Pflege, wie auch den dualen Bachelorstudiengang Pflege, an dessen Aufbau er entscheidend mitgewirkt hat. Neben dem Bachelorstudiengang war er auch am Aufbau des interdisziplinären Masterstudiengangs „Gesundheits- und Pflegewissenschaften“ beteiligt, der seit 2019 an der Universität zu Lübeck angeboten wird und den er bis zu seinem Weggang leitete. Seit Januar 2020 ist er Professor für klinische Pflegewissenschaft (W3) am Institut für Pflegewissenschaft der Medizinischen Fakultät der Universität zu Köln und Studiengangsleiter des dualen Bachelorstudiengangs (B.Sc.) „Klinische Pflege“. Am 20. November 2023 hielt er seine Antrittsvorlesung zum Thema „Etablierung erweiterter Pflegerollen: Deutschland gegen den Rest der Welt?“.

## Arbeits- und Forschungsschwerpunkte
(Quelle: Universität zu Köln)
- Entwicklung und Evaluation komplexer Interventionen in der Pflege
- Erweiterte Pflegepraxis
- Methoden der evidenzbasierten Pflege, Medizin & Patienteninformation
- Evidenzsynthesen
- Shared Decision Making und informierte Entscheidungsfindung

## Mitgliedschaft in Gremien und Verbänden
(Quelle: Universität zu Köln)
- Deutsche Gesellschaft für Pflegewissenschaft (Stellv. Vorstandsvorsitzender)
- European Academy of Nursing Science (EANS): Fellow

## Werke (Auswahl)
- Evidenz-basierte Patienteninformation und partizipative Entscheidungsfindung bei Multipler Sklerose. Dissertation Univ. Hamburg. 2007, urn:nbn:de:gbv:18-33523 (uni-hamburg.de [PDF]).
- mit Denise Wilfling et al.: Attitudes and knowledge of nurses working at night and sleep promotion in nursing home residents: multicenter cross-sectional survey. SpringerLink, 2023, doi:10.1186/s12877-023-03928-9, urn:nbn:de:101:1-2023081621203223770641 (englisch).
- mit Rieke Schnakenberg et al.: Study on advance care planning in care dependent community-dwelling older persons in Germany (STADPLAN): protocol of a cluster-randomised controlled trial. SpringerLink, 2020, doi:10.1186/s12877-020-01537-4, urn:nbn:de:101:1-2020062920531192893423 (englisch).
- mit Gabriele Meyer: Gesundheitsförderung und Prävention in der stationären Langzeitpflege im Kontext des Präventionsgesetzes. SpringerLink, 2023, doi:10.1007/s00103-023-03690-8, urn:nbn:de:101:1-2023090609353573239807.